# La Fantarca (Oper)
La Fantarca ist eine Fernsehoper in einem Akt von Roman Vlad (Musik) mit einem Libretto von Giuseppe Berto und Pier Benedetto Bertoli nach der gleichnamigen Kurzgeschichte von Giuseppe Berto. Sie entstand 1966 und wurde erstmals am 1. Juni 1968 vom italienischen Fernsehen ausgestrahlt.

## Handlung
Die Handlung ist eine Science-Fiction-Fassung (italienisch: „fantascienza“) der Erzählung von der Arche Noah (italienisch: „arca di Noè“). Während eines Wettrüstens zweier die Erde beherrschender politischer Blöcke werden die Einwohner Süditaliens, die aufgrund ihres Widerstands gegen das politische System eine Bedrohung darstellen, mit dem Raumschiff Fantarca zum Saturn geschickt. Noch während ihrer Reise bricht auf der Erde der befürchtete „magnetische Krieg“ aus, der sämtliches Leben vernichtet. Da die Erde dennoch weiterhin bewohnbar ist, kehrt die Fantarca zurück, um sie erneut zu besiedeln.:6

### Einleitung
Der Film beginnt mit einem Bild des sich drehenden Planeten Erde. Eine Voiceover-Stimme erklärt, dass wir uns ungefähr im Jahr 2250 befinden. Die Erde habe ihre Bewegung und die bekannten Proportionen beibehalten. Nur die Achse habe sich verlagert und durchquere den Globus jetzt horizontal. Bei näherer Betrachtung erkennt man, dass die neue Achse die Trennlinie zwischen zwei gewaltigen politischen Blöcken bildet, dem „Triangolo“ (‚Dreieck‘) auf der nördlichen und dem „Quadrato“ (‚Quadrat‘) auf der südlichen Hemisphäre. Beide Blöcke stehen unter der Kontrolle von übermächtigen Maschinen und streben ohne Unterlass danach, ihre Macht zu vergrößern, um die Oberherrschaft über die gesamte Erde zu erhalten.

### Erster Teil
Der erste Teil der Oper ist ein „mechanisches Ballett“ der „zu ihrem eigenen Schatten reduzierten Menschheit“ („L’umanità ridotta alla sua ombra“). Dementsprechend sind die Tänzer nichts anderes als auf bis zu drei horizontale Ebenen projizierte menschliche Schatten, die das Symbol des Dreieck-Staates abbilden.
Ein durch einen abstrahierten Mund bzw. ein Gesicht repräsentierter Sprecher leitet die Tänzer an. Dadurch erhält das Ballett eine militaristische Anmutung. Denselben Effekt haben die Choreografie und die Lieder, die aus Propagandaformeln wie „Das Dreieck ist Macht“ bestehen: Der Betrachter wird in die Gleichschaltung und Kälte einer degenerierten und totalitären Welt versetzt. Nur ein prekäres Gleichgewicht der beiden Blöcke hält die Weltlage im Patt und verhindert für den Moment den totalen Krieg.

### Zweiter Teil
Am Weltraumhafen Vibo Valentia betreten die letzten Italiener die Fantarca: die Welt des „Dreiecks“ hat endlich eine Antwort auf die jahrhundertealte „südliche Frage“ gefunden: Alle Einwohner der Regionen des südlichen Italiens werden zum Planeten Saturn gebracht. Dort sollen sie die Produktivität des Staates steigern und seinen Namen in Ehren halten. Die Unglücklichen werden von ihren Haustieren (Esel, Gänse, Ziegen, Schweine) begleitet und durch die erzwungene Einnahme einer sogenannten „Heiterkeitspille“ moralisch gestärkt.
Als sich alle an Bord der Fantarca befinden, soll der Befehlshaber Don Ciccio, der sich durch einen schlecht verborgenen sizilianischen Akzent auszeichnet, den Startbefehl geben. Er zögert jedoch, seinen Planeten und die geliebten Menschen für immer zu verlassen. Dreimal verlängert er sein halb im Dialekt gesungenes Abschiedslied, bevor er sich zum Aufbruch entschließt. Die signorina Esterina schließt sich ihm freiwillig an, obwohl sie aus Brescia in Norditalien stammt. Sie will der oppressiven Diktatur entgehen und an Don Ciccios Seite bleiben, in den sie sich verliebt hat. Dadurch weckt sie die Eifersucht der Contessa Safò dei Papaglioni. Letztere besitzt einen starken neapolitanischen Akzent.
Don Ciccio hält seinen Landsleuten eine Rede, und das Schiff verlässt endlich trotz einiger technischer Probleme die Erde.
Zwei Personen an Bord arbeiten für den „Propagandadienst“. Sie sind dem Dreieck gegenüber äußerst loyal eingestellt und stehen damit im Gegensatz zum Befehlshaber, der seine Abneigung gegen das Regime nicht verbirgt.
Während der Reise beobachten die Passagiere vom Weltraum aus den Ablauf des vernichtenden „magnetischen Kriegs“: Die Erde verwandelt sich in eine matte Kugel, und es gibt offensichtlich keine Sieger. Esterina kommentiert mit erstarrter Miene: „Es gibt keine Lichter mehr. Die Städte sind vergangen.“
Gegen den Widerstand der Mitarbeiter des „Propagandadienstes“ beschließt man, den Kurs zu ändern und zur Erde zurückzukehren. Die beiden drohen dem Befehlshaber mit einer Klage. Don Ciccio entgegnet ihnen mit einiger Befriedigung: „Und wem wollt ihr das melden? Eurem Großvater? Im ganzen Universum gibt es keine höhere Autorität als die meine.“
Nach einigen Fehlversuchen gelingt es dem Raumschiff, auf der Erde zu landen, und die Passagiere nehmen eine Welt in Besitz, auf der kein Leben mehr existiert, die aber noch immer bewohnbar ist. Sie singen: „Lang lebe die Erde.“
Der Sprecher berichtet von der weiteren Entwicklung: Das Raumschiff werde von den neuen Menschen verehrt werden, bis es vollständig zerfallen sei. Nach einigen Jahrhunderten werde ein neuer Ikarus von einer Insel, vielleicht Kreta, versuchen, mit einem Paar künstlicher Flügel zu fliegen. Der Versuch scheitere jedoch, und der junge Mann falle ins Meer, statt von einem Felsvorsprung abzuheben. Er erreiche nur mit Mühe wieder das Ufer.

## Gestaltung
Dem Komponisten zufolge sind die beiden Teile des Werks bewusst zueinander kontrastierend gestaltet, besonders aus stilistischen Gesichtspunkten. Die Musik der Einleitung entsteht aus einer einzigen elektronischen Note, die in ihrer Frequenz moduliert und gefiltert wird, um eine Melodie der Klangfarben („melodia per timbri“) zu bilden. Das anschließende „Ballett der Arbeit“ besteht aus einer Abfolge zwölftöniger Variationen über den Yankee Doodle und das traditionelle russische Lied der Wolgaschlepper. Die Chöre repräsentieren die Stimmen der herrschenden Maschinen. Sie werden von Solisten, rezitativischen Stellen und elektronischen Einsprengseln durchbrochen. Die Musik wird zunehmend ernster, und der Text der verschiedenen Stimmen gemahnt den Zuschauer an das zerstörerische Potenzial des Konflikts. Das Ballett endet mit dem abrupten Stillstand der Tänzer in verdrehten Körperpositionen zum Text „Morirai anche tu“ (‚Auch Du wirst sterben‘).:9 Den zweiten Teil beschrieb Vlad als eine Opera buffa, die an die Besonderheiten des Fernsehens und des Science-Fiction-Hintergrunds angepasst wurde. Trotz des ernsten Themas enthält La Fantarca humoristische Elemente, die sich beispielsweise in den beiden bürokratischen Mitgliedern des „Propagandadienstes“ zeigen, aber auch in der leicht satirischen Beschreibung des Wettrüstens.
Die Partitur ist in vielen Punkten traditionell aufgebaut. Sie ist in Nummern unterteilt und besitzt Da-capo-Arien, Rezitative, Ensemblestücke und Chöre. Das gesamte Werk ist von elektronischen Effekten mit einer Dauer von wenigen Sekunden bis zu mehr als einer Minute durchzogen. Neben additiven und reinen Wellenformen nutzte Vlad hierfür auch Ringmodulationen, weißes Rauschen, einen Pulsgenerator und Tonhöhenänderungen vorab aufgenommener Klänge. An einigen Stellen handelt es sich um deskriptive Klänge wie das Öffnen oder Schließen einer Tür. Manche Abschnitte bestehen vollständig aus elektronischer Musik, andere sind aus unterschiedlichen Materialien zusammengesetzt. An vielen Stellen gibt es verfremdete Aufnahmen von Tiergeräuschen, die Vlad in seiner Autobiografie als „Tierchöre“ bezeichnete. Er habe diese Geräusche elektronisch an die Noten des Musiksystems angeglichen und daraus eine Chor-Textur konstruiert – ein Beispiel für elektronisch ausgearbeitete musique concrète. Abgesehen von der Einleitung gibt es vor und nach jeder Chornummer einen solchen „Tierchor“.:10f

## Werkgeschichte
Der Komponist Roman Vlad wurde vorwiegend durch seine Filmmusiken bekannt. Er nutzte in seinen Kompositionen zwar nur selten elektronische Musik, setzte sich aber in den 1950er und 1960 Jahren in Schriften und anderen Medien intensiv dafür ein. La Fantarca ist sein letztes Werk mit integrierten elektronischen Elementen.:1 Es entstand 1966 als Wettbewerbsbeitrag für den Prix Italia und basiert auf einem Roman von Giuseppe Berto,:6 der zusammen mit Pier Benedetto Bertoli auch das Libretto schrieb. Es handelt sich um einen Schwarzweißfilm des italienischen Fernsehens. Regie führte Vittorio Cottafavi. Die Ausstattung stammte von Tullio Zitkovski, die Kostüme von Veniero Colasanti, das Lichtdesign von Corrado Bartoloni und die Choreografie von Ugo Dell’Ara. Nino Sanzogno dirigierte Orchester und Chor der Rai Turin (Chorleitung: Ruggero Meghini). Die Sänger und Schauspieler waren Iolanda Meneguzzer (Contessa Safò dei Papaglioni), Laura Zannini (la signorina Esterina), Alvinio Misciano (il capitano Lopresti), Lino Puglisi (il comandante Don Ciccio), Ugo Trama (l’aiutante Caroniti), Teodoro Rovetta (il capo macchinista), Otello Profazio (il cantastorie) und Riccardo Cucciolla (lo speaker). Die erste Fernsehausstrahlung war am 1. Juli 1968.:8